# Registe
Registe - Dialogando su una lametta è un film documentario-storico del 2014 diretto da Diana Dell'Erba, al suo primo film, e prodotto da L'Altrofilm.

## Trama
Posta fuori dal tempo, la pioniera del cinema italiano Elvira Notari (1875-1946) conduce lo spettatore tra le più importanti registe italiane. Cercando di capire perché su 100 registi solo 7 sono donne, si ripercorre la storia del cinema dal punto di vista degli studi di genere, non così tanto diffusi in Italia.

## Produzione
Opera prima girata in Italia in collaborazione con il Museo nazionale del cinema e la Torino Film Commission. Le riprese sono state effettuate all'interno del complesso della Fondazione Luigi Firpo e del Teatro Milanollo di Savigliano.

## Influenza culturale
A far conoscere Elvira Notari alla regista e a ispirarne interesse e ricerche, sono stati due saggi: Rovine con vista, della studiosa statunitense Giuliana Bruno, pubblicato da Baldini Castoldi Dalai nel 1995, e il libro Elvira Notari pioniera del cinema napoletano di Enza Troianelli, pubblicato nel 1989 da EuRoma-Editrice universitaria di Roma - La Goliardica.